# Oplichters op het internet
Oplichters op het internet is een Nederlands reportageprogramma uitgezonden door SBS6, waarin programmamaker en presentator Kees van der Spek diverse landen afreist om oplichters op het internet te opsporen en te ontmaskeren met verborgencamerabeelden van de diverse oplichtingspraktijken. 

## Seizoen 1 (2018)
| Aflevering (seizoen) | Aflevering (serie) | Locatie    | Datum            |
| -------------------- | ------------------ | ---------- | ---------------- |
| 1                    | 1                  | Accra      | 21 oktober 2018  |
| 2                    | 2                  | Amsterdam  | 28 oktober 2018  |
| 3                    | 3                  | Owerri     | 4 november 2018  |
| 4                    | 4                  | Wateringen | 11 november 2018 |